# Podměstí
Podměstí je část obce Proseč v okrese Chrudim. Nachází se na severu Proseče. Prochází zde silnice II/359. V roce 2009 zde bylo evidováno 73 adres. V roce 2001 zde trvale žilo 180 obyvatel.
Podměstí je také název katastrálního území o rozloze 2,27 km2.